# Хербслебен
Хербслебен (нем. Herbsleben) — община в Германии, в земле Тюрингия. 
Входит в состав района Унструт-Хайних.  Население составляет 3035 человек (на 31 декабря 2010 года). Занимает площадь 25,02 км².